# Aire urbaine de Saint-Tropez
Pour les articles homonymes, voir Tropez.
L'aire urbaine de Saint-Tropez est une aire urbaine française centrée sur la ville de Saint-Tropez.

## Caractéristiques
D'après la définition qu'en donne l'INSEE, l'aire urbaine de Saint-Tropez est composée de 2 communes, situées dans le Var. Ses 8 154 habitants font d'elle la 353e aire urbaine de France.
2 communes de l'aire urbaine sont des pôles urbains.
Le tableau suivant détaille la répartition de l'aire urbaine sur le département (les pourcentages s'entendent en proportion du département) :
| Département | Communes | Communes (%) | Superficie (km²) | Superficie (%) | Population (1999) | Population (%) |
| ----------- | -------- | ------------ | ---------------- | -------------- | ----------------- | -------------- |
| Var         | 2        | 1,3          | 35,92            | 0,6            | 8 154             | 0,9            |

## Communes
Voici la liste des communes françaises de l'aire urbaine de Saint-Tropez.
| Code INSEE | Commune      | Type        | Département | Superficie (km²) | Population (1999) | Population (2008) | Densité (hab./km²) |
| ---------- | ------------ | ----------- | ----------- | ---------------- | ----------------- | ----------------- | ------------------ |
| 83065      | Gassin       | Pôle urbain | Var         | +0024,74         | +0 0002 710,      | +0 0002 884,      | +00116,57          |
| 83119      | Saint-Tropez | Pôle urbain | Var         | +0011,18         | +0 0005 444,      | +0 0005 275,      | +00471,82          |
|            | Total        |             |             | +0035,92         | +0 0008 154,      | +0 0008 159,      | +00227,            |